# Винфилд (Илиноис)
Винфилд (енгл. Winfield) град је у америчкој савезној држави Илиноис.

## Демографија
По попису из 2010. године број становника је 9.080, што је 362 (4,2%) становника више него 2000. године.
| Група             | 2000.         | 2010.         |
| Белци             | 8.029 (92,1%) | 7.983 (87,9%) |
| Афроамериканци    | 108 (1,2%)    | 140 (1,5%)    |
| Азијати           | 258 (3,0%)    | 308 (3,4%)    |
| Хиспаноамериканци | 233 (2,7%)    | 492 (5,4%)    |
| Укупно            | 8.718         | 9.080         |